# 住吉村 (鳥取県)
住吉村（すみよしそん）は、鳥取県西伯郡にあった村。現在の米子市の一部にあたる。

## 地理
弓ヶ浜半島の基部に位置し、南は中海に面していた。
- 河川：米川[4]

## 歴史
- 1889年（明治22年）10月1日、町村制の施行により、会見郡旗ヶ崎村、安倍村、上後藤村が合併して村制施行し、住吉村が発足[2][3]。旧村名を継承した旗ヶ崎、安倍、上後藤の3大字を編成[3]。
- 1896年（明治29年）4月1日、郡の統合により西伯郡に所属[3]。
- 1917年（大正6年）米子町の日本製糸 (株) が養蚕部を大字安倍に開設[3]。
- 1926年（大正15年）大字旗ヶ崎に農事試験場西伯分場開設[5]。
- 村財政が膨張して村民の負担が拡大し、不況による農産物価格の下落があいまって米子市への合併機運が高まり、1935年（昭和10年）9月25日、米子市に編入され廃止[2][3]。編入後、米子市大字旗ヶ崎・安倍・上後藤となる[3]。

## 産業
- 農業、養蚕[3]。1910年に刊行された『大日本篤農家名鑑』によれば、住吉村の篤農家は奥田、荒島、松永、原田などがいた[6]。
- 産物は伯州綿、桑、蔬菜[3]。

企業
- 日本製糸蚕種部 - 蚕種製造[7]。

## 地域

### 施設
- 米子刑務所支所[1]

### 教育
- 1887年（明治20年）旗ケ崎簡易小学校設立[5]。1893年（明治26年）住吉小学校に改称[5]。

## 出身人物
- 松永藤一郎（和算家、松永流珠算の創立者）